# 奥斯瓦尔德·埃弗里
奥斯伍尔德·西奥多·埃弗里（英語：Oswald Theodore Avery，1877年10月21日—1955年2月2日），美国医生、最早的分子生物学家之一、免疫化学先驱，曾长期在纽约市洛克菲勒研究院附属医院工作。埃弗里最大成就是1944年与科林·麦克劳德和麦克林恩·麦卡蒂共同发现脱氧核糖核酸（DNA）是染色体的主要成分及构成基因的主要材料（埃弗里-麦克劳德-麦卡蒂实验）。

## 生平
1877年生於加拿大新斯科舍省哈利法克斯。
1955年逝世於田纳西州纳什维尔。

## 荣誉
为了纪念他的贡献，月球上的一个环形山被命名为埃弗里陨石坑。